# Опортунитетни трошак
Опортунитетни трошак или економски опортунитетни губитак је термин који се користи да би се изразило вредност одређеног добра насупрот другог. Наиме економисти тврде да трошак једног добра представља оно чега смо се одрекли да бисмо то добро себи приуштили.
Доношење одлуке о избору веће количине једне робе аутоматски имплицира доношење одлуке о избору мање количине друге робе. Свака таква одлука има своју цену, односно изискује одговарајући трошак. Због ограничености у ресурсима, најчешће ограничене количине новца којима располаже, потрошач може доћи у ситуацију када треба да одлучи да се определи између два добра. Међутим, постоји више достижних комбинација, односно више алтернативних избора у оквиру лимитираног износа новца. Опортунитетни трошак мора да се сноси увек када се између ретких (оскудних) ресурса и роба мора правити одговарајући алтернативни избор. Према томе, опортунитетни трошак увек представља неку пропуштену корист, неки пропуштени приход, зараду, насталу због донете одлуке о коришћењу једне уместо неке друге робе, једног уместо неког другог ресурса, на алтернативни начин.
Иако је опортунитетни трошак значајан у пословању предузећа, он не представља стварни трошак те се не убраја у извештају расхода пословања.
Опортунитетни трошак представља један од четири индивидуална принципа одлучивања у економији.

## Пример
Пример опортунитетног трошка можемо сагледати најбоље и у свакодневним ситуацијама. Наиме уколико одлучимо да проведемо сат времена дневно уређујући чланке на Википедији, провешћемо сат времена мање радећи неку другу ствар, као што су на пример читање књиге. Што би значило да је опортунитетни трошак нашег уређивања сат времена мање читајући неке књиге.
Други пример опортунитетног трошка може се приказати у производним могућностима. Узећемо за пример просечну једночасовну производњу паприка и маслина у Србији и Црној Гори.
По овом примеру Србија производи 3 јединице маслина и 30 јединица паприка током једночасовног рада. Производња Црне Горе износи 9 јединица маслина и 13 паприка. Из датог следи да опортунитетни трошак једне јединице паприка у Црној Гори износи 1.4 јединица маслина док опортунитетни трошак Србије у производњи маслима по јединици износити 10 паприка. Упрошћено, да би Србија произвела једну јединицу маслина више мора да се одрекне 10 јединица паприка. Што значи да је трошак производње јединице више маслина, 10 јединица паприка.